# Amálgama de sódio
A amálgama de sódio, geralmente denotada como Na(Hg), é uma amálgama que resulta da formação de uma liga de mercúrio com sódio metálico. A amálgama de sódio é uma massa cinzenta esponjosa, solúvel em mercúrio, o que permite a produção, por simples diluição, de amálgamas líquidas.

## Preparação
A amálgama de sódio forma-se quando sódio na forma metálica é dissolvido em mercúrio na ausência de ar, produzindo uma reacção exotérmica que leva à formação do composto intermetálico NaHg2. A libertação de calor é suficiente para permitir que o mercúrio entre em ebulição parcial. O processo é em geral conduzido numa atmosfera de azoto anidro.
A amálgama de sódio é também obtida como subproduto da produção de cloro por electrólise de soluções salinas em células electrolíticas com cátodo de mercúrio líquido. O processo, designado por electrólise em célula de mercúrio (mercury cell electrolysis) consiste na electrólise de uma salmoura (solução aquosa com elevada concentração de cloreto de sódio) entre um cátodo de mercúrio líquido e um ânodo de titânio ou grafite. O processo leva à libertação de cloro gasoso no ânodo, ao mesmo tempo que se forma uma amálgama de sódio por dissolução deste no mercúrio do cátodo.
Em geral a amálgama produzida na produção electrolítica do cloro é retirada e e feita reagir com água numa célula de decomposição, produzindo hidrogénio gasoso, uma solução concentrada de hidróxido de sódio e mercúrio metálico, o qual é reciclado para o processo inicial. Apesar de em princípio todo o mercúrio dever ser recuperado no processo de reciclagem, inevitavelmente uma pequena parte é perdida. Por essa razão, e em resultado dos riscos que resultam da eventual libertação de mercúrio para o ambiente, o produção de cloro por este método está a ser progressivamente abandonada e substituída por métodos que usam cátodo constituídos por materiais menos tóxicos e de menor perigosidade ambiental.

## Usos
Desde a sua descoberta na década de 1880 por Julius Tafel e Hans Goldschmidt, então alunos de Robert Bunsen, a amálgama de sódio tem tido ampla utilização em química orgânica com um poderoso agente redutor, especialmente por ser mais seguro de manusear que o sódio metálico. Um exemplo desse uso é o processo conhecido como degradação de Emde.
A amálgama de sódio é também utilizada na produção de lâmpadas de vapor de sódio, fornecendo o sódio que permite a emissão de luz com o comprimento de onda (cor) desejado e o mercúrio que confere as necessárias características de condutividade eléctrica à lâmpada.